# Nelly Sauter
Nelly Sauter (* 24. August 1959 in Uitikon; † 7. Juli 2021 in Spreitenbach) war eine Schweizer Fussballspielerin, die mit 55 Länderspielen mehr als 20 Jahre lang Rekordnationalspielerin der Schweiz war.

## Karriere
Sie spielte als Mittelstürmerin. Ihr erstes Länderspiel bestritt sie am 7. August 1978 in Pescara beim torlosen Unentschieden gegen die Nationalmannschaft Schottlands. Ihr erstes Länderspieltor erzielte sie am 19. September 1981 in Castricum beim 1:1-Unentschieden gegen die Niederländische Nationalmannschaft. Am 25. August 1990 erzielte sie beim 5:1-Sieg im Testspiel gegen die Nationalmannschaft Österreichs in Richterswil allein vier Tore. Ihren letzten Einsatz als Nationalspielerin hatte sie im Alter von 32 Jahren am 11. April 1992 in Pfäffikon im Kanton Zürich  bei der 0:1-Niederlage im Testspiel gegen die Nationalmannschaft Belgiens.

## Erfolge
- 10 Meister- und 5 Cuptitel mit SV Seebach (FC Zürich Frauen)
- 1 Meister- und 1 Cuptitel mit FC Bern

## Sonstiges
2010 wurde Sauter Ehrenmitglied des FC Zürich, für den sie auch nach ihrer aktiven Zeit als Fussballspielerin tätig war.
Sauter starb am 7. Juli 2021 mit 61 Jahren nach kurzer Krankheit in ihrem letzten Wohnort Spreitenbach.